# Atanyjoppa victoriae
Atanyjoppa victoriae là một loài tò vò trong họ Ichneumonidae.